# Catagoniaceae
A família Catagoniaceae, pertencente às Briófitas e da ordem Hypnales, é classificada por suas características morfológicas únicas relacionadas ao peristômio, marcada pela presença de um tipo hypnoide. Esse tipo de peristômio se destaca pela associação entre folhas com nervuras duplas e dentes exostomáticos bem formados e ornamentados. As espécies geralmente crescem em formas de vida que variam de tufos compactos a tapetes densos, sendo encontradas em diferentes tipos de substratos, como troncos (corticícolas), rochas (rupícolas) e solo (terrícolas). Sua distribuição geográfica é limitada, com ocorrência predominante na América do Sul e Oceania. No Brasil, as espécies são nativas, mas não endêmicas, sendo registradas em ambientes localizados, sobretudo no domínio da Mata Atlântica e regiões próximas. Esses musgos habitam variados tipos de vegetação, incluindo florestas ombrófilas e áreas de altitude, onde encontram condições favoráveis para se desenvolverem.

## Morfologia
São plantas relativamente pequenas, que costumam formar tapetes verdes e densos. Apresentam caulídio ascendente, podendo ter ramificações irregulares ou simples, sendo cilíndricas ou achatadas. Seus rizoides apresentam projeções e ficam localizados na base do caulídio. Podem ou não apresentar pseudoparafilias ou parafilias. Os filídios são dispostos de maneira aglomerada, tendo forma oblonga-ovalada a elípticas, com ápices abruptamente apiculados. Tem sexualidade dióica, apresentando os dentes do peristômio de forma exostoma ou endostoma.

## Filogenia
Estudos filogenéticos indicam que Catagoniaceae está relacionada com outras famílias de Hypnales como Brachytheciaceae e Hypnaceae. Análises moleculares do gene rbcL sugerem que o gênero Catagonium forma um clado distinto, sustentando seu status familiar. Entretanto, a posição exata dentro da ordem ainda requer confirmação por análises multigênicas.

## Espécies brasileiras
Quatro espécies são registradas no Brasil:
- Catagonium brevicaudatum Müll.Hal. ex Broth.
- Catagonium emarginatum S.H.Lin
- Catagonium nitens (Brid.) Cardot
- Catagonium nitidum (Hook.f. & Wilson) Broth.